# René Chocat
René Chocat (Santranges, Francia, 28 de noviembre de 1920 - Montpellier, 18 de julio de 2000) fue un jugador de baloncesto francés. Consiguió cuatro medallas en competiciones internacionales con Francia.